# АПЕП
АПЕП (греч. Aθλητικός Ποδοσφαιρική Ένωση Πιτσιλιάς — Спортивный футбольный союз Пицилии) — кипрский футбольный клуб из города Пицилия. Образован в 1979 году. Домашние матчи проводит на стадионе «Киперунда Стэдиум». Цвета клуба — чёрно-синие.

## Достижения
- Победители второго дивизиона (2): 1987, 2008

## Известные игроки
- Игорь Гуринович
- Паата Джинчарадзе
- Джефферсон
- Пауло Вог
- Джелсон